# Eurybata nigritibia
Eurybata nigritibia är en tvåvingeart som beskrevs av Steyskal 1952. Eurybata nigritibia ingår i släktet Eurybata och familjen skridflugor. Inga underarter finns listade i Catalogue of Life.